# Spelarföreningen Fotboll i Sverige
Spelarföreningen Fotboll i Sverige (SFS), Spelarföreningen, även kallad Svenska Fotbollsspelare, är en facklig intresseorganisation bildad 1975 för fotbollsspelare i Sverige och svenska spelare utomlands, både på dam- och herrsidan. Den kan representera både nuvarande och tidigare spelare. Främst riktar den sig till elitspelarna i Allsvenskan, Damallsvenskan, Superettan och Elitettan, men också till spelare i Ettan och u-spelare i allsvenska och superetta-lag.
SFS skrev det första kollektivavtalet inom svensk fotboll för professionella spelare, som tjänar mer än 10 000 kronor per år, på herrsidan år 2000 och på damsidan år 2008. Det gäller endast i Allsvenskan, Superettan, Damallsvenskan och Elitettan.
Sedan 2001 får SFS årligt stöd från den internationella spelarorganisationen FIFPro. SFS:s generalsekreterare är den tidigare spelaren Magnus Erlingmark.
A-kassa och inkomstförsäkring erbjuds medlemmarna genom fackförbundet Unionen.